# Robiro Terán
Robiro León Terán Moreno (14 de abril de 1962-Caracas, Venezuela, 25 de diciembre de 2020) fue un ingeniero y activista de derechos humanos venezolano.

## Biografía
Terán se graduó como ingeniero civil de la Universidad Santa María en 1987 y posteriormente hizo especializaciones en vías de comunicación, administración de mantenimiento de instalaciones deportivas, construcción experimental, periodismo ciudadano y gobernabilidad y políticas públicas en diferentes universidades del país. Entre 1989 y 1991 fue director nacional de bienes y servicios del extinto Instituto Nacional del Menor (INAM) y en 2004 se convirtió en uno de los miembros fundadores de la organización no gubernamental Foro Penal, donde posteriormente se desempeñaría como director nacional.
Robiro falleció en la mañana del 25 de diciembre de 2020 por complicaciones relacionadas con COVID-19 después de estar varios días en terapia intensiva en la Policlínica Metropolitana de Caracas. Organizaciones de derechos humanos como PROVEA y Justicia Venezolana expresaron su pesar y sus condolencias por su fallecimiento.